# Ataque aéreo en la escuela del campamento de Maghazi
El ataque aéreo contra la escuela del campamento de Maghazi ocurrió el 17 de octubre de 2023, cuando misiles de las Fuerzas de Defensa de Israel alcanzaron una escuela de la Agencia de Naciones Unidas para los Refugiados de Palestina en Oriente Próximo (UNRWA) en el campamento de refugiados de Maghazi dentro de la Franja de Gaza, parcialmente controlada por Hamás. Seis personas murieron en el ataque aéreo.
El 22 de octubre, la UNRWA confirmó que 29 miembros de su personal habían muerto desde el 7 de octubre, la mitad de los cuales eran profesores. La agencia añadió además que hasta el 21 de octubre, casi 180 civiles refugiados en escuelas de la UNRWA habían resultado heridos y 12 habían muerto, mientras que 38 instalaciones de sus instalaciones se habían visto afectadas por ataques desde el 7 de octubre.